# Spansk taklök
Spansk taklök (Sempervivum nevadense) är art i familjen fetbladsväxter från södra Spanien.

## Synonymer
Sempervivum nevadense var. hirtellum hort. nom. inval.